# Andreas Ivanschitz
Andreas Ivanschitz (Eisenstadt, 15 oktober 1983) is een Oostenrijkse voetballer van Kroatische afkomst die bij voorkeur als aanvallende middenvelder speelt. Hij verruilde in augustus 2015 Levante UD voor Seattle Sounders. Ivanschitz debuteerde in 2003 in het Oostenrijks voetbalelftal.

## Clubcarrière

### SK Rapid Wien
Ivanschitz begonnen met voetballen in 1989. Dit was bij de Oostenrijkse amateurclub ASK Baumgarten. In 1998, op vijftienjarige leeftijd, werd al door scouts van SK Rapid Wien ontdekt dat Ivanschitz veel talent bezat. Bij deze club was het ook dat hij zijn eerste professionele contract tekende. Al op zestienjarige leeftijd maakte Ivanschitz zijn debuut op profniveau. Dit was in de wedstrijd tegen Ranshofen om de Oostenrijkse beker op 26 oktober 1999. Zijn debuut in de competitie was tegen SV Wüstenrot Salzburg in 2000. In 2003 werd Ivanschitz uitgeroepen tot Oostenrijks voetballer van het jaar en in het seizoen 2004/2005 won hij de Bundesliga met de club. In 2006 vond hij het tijd de club te verlaten. In totaal speelde Ivanschitz 147 wedstrijden voor Rapid, waarin hij 25 maal het doel trof.

### Red Bull Salzburg
Nadat Ivanschitz Rapid had verlaten, tekende hij een contract bij Red Bull Salzburg. Bij deze club speelde hij in één seizoen dertien wedstrijden, waarin hij eenmaal het net wist te vinden.

### Panathinaikos
In 2006 werd Ivanschitz voor twee seizoenen uitgeleend door zijn club Salzburg aan Panathinaikos. De Grieken hebben ook een optie tot koop. Bij Panathinaikos groeide hij uit tot een van de belangrijkste spelers, maar wist hij geen prijzen te pakken. Ook speelde hij geen Europees voetbal met de club. Na twee jaar namen de Grieken Ivanschitz definitief over, maar na één seizoen van zijn vaste contract mocht hij van trainer Henk ten Cate vertrekken. Daarop ging de Oostenrijker naar FSV Mainz 05.

## Interlandcarrière
Ivanschitz maakte zijn interlanddebuut op 26 maart 2003 tegen Griekenland. Een aantal maanden later, tegen Tsjechië, werd hij voor het eerst tot aanvoerder benoemd. Met zijn 19 jaar en 361 dagen was Ivanschitz de jongste aanvoerder ooit in het Oostenrijkse voetbal. Tegenwoordig maakt Ivanschitz nog steeds deel uit van de Oostenrijkse selectie en is hij ook nog steeds aanvoerder. Hij maakte deel uit van de Oostenrijkse selectie die deelnam aan Euro 2008 in eigen land en Zwitserland.

## Erelijst
| Kampioen Bundesliga | 1x | 2004/05 |

Individueel
- Oostenrijks voetballer van het jaar: 2003

## Trivia
- Ivanschitz bespeelt verschillende instrumenten.
- Op de Oostenrijkse cover van het computerspel FIFA 08 was Ivanschitz afgebeeld, samen met Sergio Ramos en Ronaldinho.
- Ivanschitz staat bekend als de Oostenrijkse Beckham, vanwege zijn zelfde soort spel en zelfde soort omgang met pers en fans.[1][2][3]